# Червен смок
Cemophora coccinea е вид змия от семейство Смокообразни (Colubridae). Видът не е застрашен от изчезване.

## Разпространение и местообитание
Разпространен е в САЩ.
Обитава наводнени райони, гористи местности, места с песъчлива почва, дюни, степи, крайбрежия, плажове, блата, мочурища и тресавища.

## Описание
Продължителността им на живот е около 10,4 години. Популацията на вида е стабилна.